# ジャムバイ
ジャムバイ (ラテン文字:Jomboy, Jambay、ウズベク語: Jomboy / Жомбой、ロシア語: Джамбай) はウズベキスタン・サマルカンド州の都市である。州都のサマルカンドからは北東に約15kmの地点に位置する。2012年の人口は16,067人となっている。「ジャンバイ」と表記されることもある。

## 概要
1977年に都市として設立された。街の主な産業は織物産業、食品産業、セメントやコンクリートなどの建築資材産業である。
街にはサマルカンドとジザフ、タシュケントを結ぶウズベキスタン鉄道の駅がある。